# Valperga
Vallo Torinese là một đô thị ở tỉnh Torino trong vùng Piedmont, có vị trí cách khoảng 25 km về phía tây bắc của Torino, nước Ý. Tại thời điểm ngày 31 tháng 12 năm 2004, đô thị này có dân số 743 người và diện tích là 6,2 km².
Vallo Torinese giáp các đô thị: Viù, Germagnano, Cafasse, Fiano, và Varisella.